# Pratt & Whitney R-2000

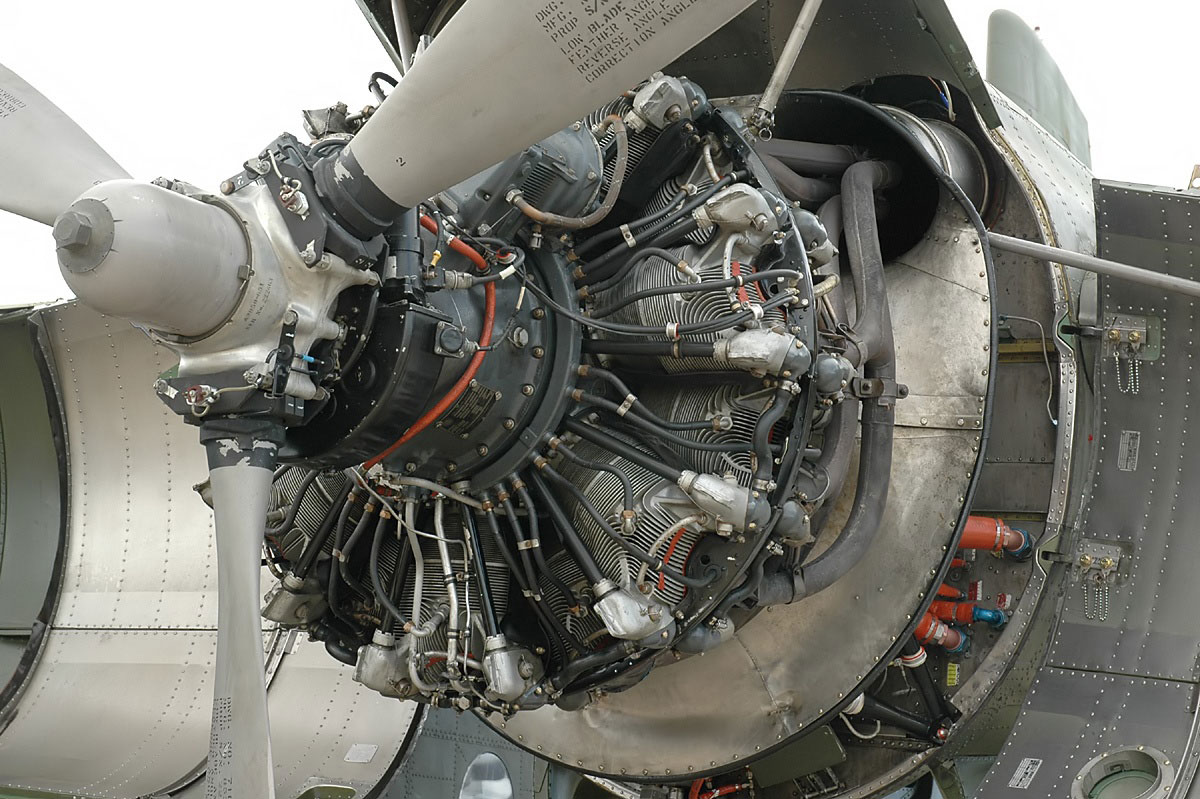
Pratt & Whitney R-2000 in einer De Havilland Canada DHC-4

Der Pratt & Whitney R-2000 (auch Pratt & Whitney Twin Wasp) ist ein luftgekühlter Flugmotor des US-amerikanischen Herstellers Pratt & Whitney. Der Doppelsternmotor mit 2 × 7 Zylindern und Radialverdichter (Kompressor) war eine vergrößerte Ausführung des zehn Jahre vorher entwickelten Pratt & Whitney R-1830. Der Hubraum von 2000 Kubikinch (32,8 Liter) wurde durch eine Vergrößerung der Bohrung um ¼ Zoll erreicht. Der P & W R-2000 wurde vor allem in der Douglas DC-4, insbesondere der Militärversion C-54 Skymaster, sowie in der De Havilland Canada DHC-4 Caribou verwendet. Der Erstflug erfolgte 1942.
Von den zivilen Versionen wurden die Versionen 2SD-G, 2SD1-G, D3, D5 und 2SD13-G in Serie gefertigt. Die Ausführung D6 war für Hubschrauber konzipiert, wo der mit einem Gebläse zur Zwangskühlung sowie einem veränderten Schmierölkreislauf der Trockensumpfschmierung ausgestattete Motor schräg oder senkrecht eingebaut wird.

## Verwendung
- Douglas DC-4
- Douglas C-54 Skymaster (Militärversion der DC-4)
- De Havilland Canada DHC-4
- Aviation Traders ATL-98
- Chase YC-122
- Cancargo CBY-3
- Chance Vought XF5U
- Saab 90 Scandia

## Technische Daten
alle Versionen:
- Bohrung: 5,75 Zoll (146 mm)
- Hub: 5,5 Zoll (139,7 mm)
- Hubraum: 2000 Kubikzoll (32,8 Liter)

```
P&W 2000           SD-G  2SD-G  2SD1-G  TSD2-G  D3    D4    D5    D6    D7    D8    D9   2SD11-G  2SD12-G  2SD13-G  D14
Leistung PS        1300  1350   1450    1450    1450  1450  1450  1450  1450  1200  1450 1450     1450     1450
bei min
−1
          2700  2700   2700    2800    2700  2700  2700  2700  2700  2550  2700  2800  2700  2700
Verdichtung        6,7   6,6    6,5     6,5     6,5   6,5   6,5   6,5   6,5    6,5    6,5      6,5      6,5
Kompressor 1. Gang 7,15  7,15   7,15    7,15    7,15  7,15  7,15  7,15  7,15   7,15   7,15     7,15     7,15
           2. Gang 8,47  8,47   9,52                                                                 9,52     9,52     9,52
Luftschrauben-     0,5   0,5625 0,5     0,5625  0,5   0,5   0,5   0,5   0,5625 0,5   0,5625         0,5      0,5      0,5625
Getriebe                                        0,5625                                               0,5625
Durchmesser mm     1255  1257   1247    1257    1247   1247  1247  1247  1247   1247  1247           1257     1247     1247
Länge mm           1550  1514   1550    1550    1550   1550  1515  1550  1537   1515  1537           1550     1515     1537
Masse kg           694   712    721     712     714    712   719   712   723    710   719            725      728      733
```

```
Ausführung USAF    X-1          -3             -5     -7    -9(A) -11   -13
Ausführung USN           X-2            -4            -7    -9(A)
Leistung PS        1350  1350   1450    1450   1350   1350  1450  1350  1450
 bei min
−1
         2700  2700   2700    2800   2700   2700  2700  2700  2700
Verdichtung        6,52  6,52   6,52    6,5    6,52   6,52  6,52  6,52  6,5
Kompressor 1. Gang 7,15  7,15   7,15    7,15   7,15   7,15  7,15  7,15  7,15
           2. Gang 8,47         8,47    9,52   8,47   8,47  9,52  9,52  9,52
Luftschrauben-     0,5          0,5     0,5    0,5    0,5   0,5   0,5   0,5
Getriebe
Durchmesser mm     1247  1257   1247    1251   1247   1247  1247  1247  1277
Länge mm           1543         1515    1518   1515   1515  1550  1514  1556
Masse kg           703   640    712     728    723    712   721   708   723
```